# ガラスの運命
ガラスの運命（ガラスのディスティニー）は、1995年9月14日にFMCより発売されたアダルトゲーム。
志賀高原（作中では士賀市表記）が舞台のアドベンチャーゲーム。

## ストーリー
お願いですから優しくして下さい・・・
泣かないで、泣かないで・・・・・・・・・あなたがそんなに悲しむから、仔猫のノエルも悲しそう。がんばって、がんばって・・・・・・・・・あなたの涙は真珠になって、流した数だけ貴方を飾るから、微笑んで、微笑んで・・・・・・・・・あなたが素敵なレディになるのを心から待っている人がいるのだから。ガラスのように透明な青春の運命は、墜ちてキラキラ輝きますか？

## キャラクター
本多 由梨（ほんだ ゆり）
主人公。15歳。士賀市にある士賀高校の1年生。
本多 早希（ほんだ さき）
由梨の義理の姉。18歳。大学1年生。士賀高校を卒業した後に舞台女優として活動し始めた。
本多 誠司（ほんだ せいじ）
由梨の父。42歳。建築設計士。
本多 真智子（ほんだ まちこ）
早希の母。43歳。10年前に誠司と結婚して白樺荘に移住した。
池内 芳樹（いけうち よしき）
早希の劇団の同僚。17歳。10年前に本多家が白樺荘に引っ越してきた時にノエルという猫を由梨に託した。
水野 鈴子（みずの れいこ）
由梨の同級生。15歳。
石塚 美久（いしづか みく）
由梨の同級生。15歳。
谷川 浩（たにかわ ひろし）
由梨のクラスの担任教師。24歳。
オリビア（おりびあ）
芳樹の母。10年以上前に芳樹にノエルを残して祖国に帰国した。
竹本 康介（たけもと こうすけ）
真智子の元夫。45歳。
大原 慎一（おおはら しんいち）
大原医院の医師にして大原家の跡継ぎ。25歳。大原家は本多家と家族ぐるみの付き合いをしている。

## スタッフ
- 総監督：井手健介
- ディレクター、ゲームプログラム、ゲームデザイン、原画監修、CG-EDIT、アニメーション、制作進行、マニュアル、デスク：小池螢光色
- システムプログラム：西陣ターボR
- グラフィックプログラム：n＊BYS
- シナリオ：名耶初葉
- 音楽：MUSE
- 原画、パッケージデザイン、マニュアルコミック：ヰ駄TEN
- CG-EDIT、アニメーション：丹潤一
- CG-EDIT、アニメーション、マニュアルコミック：攻雅沙
- デバッグ：小林★キャンディミルキー、伊集院ブルース、西脇泉水、駄菓子屋ジョニー、独楽鼠、ディヴィッド・カウパーデール、SHUNSUKE、つる
- パッケージデザイン、マニュアル：SCHECTOR
- 協力：XFER編集部、月刊高田馬場編集部、東京高田馬場堀門軍団、NEON ELECTRIC AMUSEMENT LABOLATORY、FISHMAN FIELD、さわべいづみ
- 販売：（株）ニュース
- 企画・制作：（有）アイデス、FMC

## 余談
1994年発売のFMC作品・横浜エレジィが作中作のアニメとして登場し、由梨が神緒（栞）の声優を務めるシーンがある。